# Титовское сельское поселение (Ростовская область)
Титовское сельское поселение — муниципальное образование в Миллеровском районе Ростовской области. Административный центр поселения — слобода Титовка.

## Административное устройство
В состав Титовского сельского поселения входят:
- слобода Титовка;
- слобода Машлыкино;
- село Подгаевка;
- хутор Фроловка.

## Население
| 2010 | 2012 | 2013 | 2014 | 2015 | 2016 | 2017 |
| ---- | ---- | ---- | ---- | ---- | ---- | ---- |
| 1025 | ↘988 | ↗989 | ↘985 | ↘970 | ↘966 | ↘955 |
| 2018 | 2019 | 2020 | 2021 |      |      |      |
| ↘939 | ↘935 | ↘929 | ↘899 |      |      |      |